# Digha Nikaya

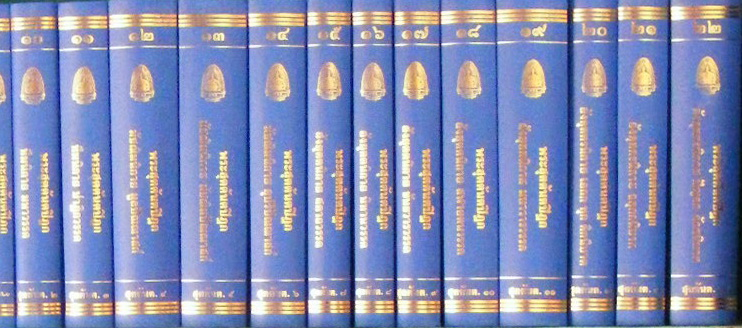
Varios tomos de estos escritos.

Dīgha Nikāya (Colección de los discursos largos, del pali «dīgha»: "largo") es una colección de escritos budistas. Forma parte del Sutta-pitaka del Canon Pali, es decir, de la colección de los antiguos textos budistas escritos en idioma pali que constituye el cuerpo doctrinal y fundacional del budismo theravada y que se compone mayoritariamente de los sutras o discursos pronunciados por Buda y, a veces, alguno de sus discípulos más cercanos.
Consiste en 34 suttas, algunos de los cuales son los más extensos de todo el Canon Pali. La temática de estos discursos es muy variada: desde los pintorescos cuentos sobre los seres que habitan los diversos mundos de los deva, hasta instrucciones de meditación muy precisas. Los estudios recientes parecen indicar que esta colección fue confeccionada con fines proselitistas y con el propósito de atraer los conversos a la nueva religión (budismo). 
Esta primera parte de la Sutta-pitaka consiste en 34 sutras más extensos de todo el Canon Pali, divididos en tres partes o vaggas.

## Silakkhandhavagga: división concerniente a la moralidad
- DN 1 Brahmajala Sutta - Discurso de la red del Brahma. Este sutra se conoce popularmente, como el Discurso de los Incorrectos Puntos de Vista, ya que el Buda, al explicar aquí los tres niveles de la moralidad, analiza las dieciocho especulaciones incorrectas sobre el pasado y las cuarenta y cuatro sobre el futuro.

- DN 2 Samaññaphala Sutta - Discurso sobre los frutos de la vida contemplativa. El rey Ajatasattu pregunta al Buda: "¿Qué frutos visibles, aquí y ahora, tiene la vida contemplativa?" El Buda responde, ofreciendo un exhaustivo cuadro sobre el camino de la práctica budista, ilustrando cada paso con vivaces símiles.

- DN 3 Ambattha Sutta - Discurso del Ambattha. Ambattha, fue el pupil de un famoso brahmín de nombre Pokkharasati, el cual encargó a su estudiante para que averiguara si el Buda realmente era un gran hombre. El arrogante aprendiz quedó finalmente humillado y su maestro se convirtió, al ver las treinta y dos marcas en el cuerpo del Buda las cuales, según la tradición, debería tener un ser perfectamente Iluminado.

- DN 4 Sonadanda Sutta - Discurso del Sonadanda. Cuando el famoso brahmín Sonadanda escuchó sobre la llegada del Buda, decidió a visitarlo, a pesar de los consejos adversos de los otros brahmines, quienes consideraban que esto podría afectar su dignidad. Sonadanda, cuando el Buda le preguntó sobre las cualidades de un verdadero brahmín, mencionó cinco, pero tuvo que reconocer que las mismas se reducían a dos: la moralidad y el conocimiento. Finalmente, el brahmín se convirtió a la enseñanza del Buda.

- DN 5 Kutadanta Sutta – Discurso del Kutadanta. Este sutra narra la historia de Kutadanta, un brahmín que preparó un grandioso sacrificio, durante el cual iba a matar a miles de animales. Entonces, preguntó al Buda sobre cómo tendría que realizar correctamente semejante sacrificio. El Buda, le enseñó, en vez de esto, unos sacrificios mucho más provechosos, aunque hechos sin derramamiento de sangre. Al recibir esta enseñanza, Kutadanta se convirtió en el discípulo laico del Buda, liberando previamente a los animales que iban a ser sacrificados.

- DN 6 Mahali Sutta – Discurso del Mahali. Este gobernador de Licchavi pregunta al Buda por qué algunas personas no pueden oír los sonidos celestiales. Buda responde que, en este caso, la causa radica en desarrollar sólo un tipo de meditación que permite ver las visiones celestiales, pero no los sonidos. En la segunda parte del discurso, el Buda cuenta sobre dos ascetas, que le preguntaron sobre si el alma era lo mismo que el cuerpo o era algo diferente, es decir, hicieron una de las llamadas “preguntas no respondidas”, de las que habla el DN 9. Buda responde que las personas que hayan alcanzado altos niveles de conocimiento espiritual, no se molestan más con este tipo de preguntas.

- DN 7 Jaliya Sutta – Discurso de Jaliya. Jaliya era un asceta deambulante que, junto a su compañero Mandissa, hicieron al Buda la misma pregunta que el protagonista del sutra anterior (DN 6). En consecuencia, reciben la misma respuesta, por lo cual este discurso es una repetición de la última parte del sutra anterior.

- DN 8 Mahasihanada Sutta – Gran discurso de rugido de león. Popularmente, este sutra es conocido también como el “Rugido de león de Kassapa”, porque este desnudo asceta es el protagonista de este sutra, en el cual pregunta al Buda si es cierto que él había condenado toda clase de austeridades. Buda lo niega, diciendo que (1) hay que discernir a cada caso particular y (2) hay que acompañar estas prácticas con la moralidad y la sabiduría, sin las cuales uno nunca será un verdadero asceta ni un verdadero brahmín. Kassapa sigue al Buda y, tras una diligente práctica, alcanza el estado de Arahant.

- DN 9 Potthapada Sutta – Discurso de Potthapada. Potthapada, era una asceta deambulante que trajo al Buda una enredada serie de preguntas sobre la naturaleza de la percepción. El Buda le aclaró estos temas, mediante un detallado examen de los fundamentos de la meditación, mostrándole cómo la misma lleva al último cese de la percepción.

- DN 10 Subha Sutta – Discurso de Subha. Los acontecimientos de este sutra tienen lugar un poco después de la muerte del Buda: el Venerable Ananda explica acá al joven Subha en qué consisten los tres pilares de la práctica budista, es decir, la moralidad, la concentración y la sabiduría. El contenido de dicha explicación está presente también en el sutra 2 de esta misma colección (DN 2). Al escuchar esta explicación, Subha se convierte en el segador laico.

- DN 11 Kevaddha Sutta – Discurso de Kevaddha. En este discurso, Kevaddha pide al Buda que haga algunos milagros para ganarse la fe y la confianza de la gente. Buda se niega hacerlo y explica que, entre todos los milagros posibles, el único realmente fidedigno es el milagro de la instrucción, que es el fruto del entrenamiento de la propia mente.

- DN 12 Lohicca Sutta – Discurso de Lohicca. Lohicca llega a un incorrecto punto de vista en referencia al rol del maestro en el camino de la práctica: si el Dharma tiene que ser descubierto personalmente por cada uno ¿para qué sirven, entonces, los maestros? ¿No es mejor que no compartan nada de lo que experimentaron para que los demás también lo puedan hacer por su cuenta? Entonces, el Buda responde e indica la diferencia existente entre un bueno y un mal maestro.

- DN 13 Tevijja Sutta – Discurso sobre el triple conocimiento. Dos jóvenes brahmines están confundidos porque los diferentes maestros hablan de distintas maneras de lograr la unión con el Brama, lo que para ellos, constituye el máximo objetivo. El Buda hace que admitan primero que ninguno de estos maestros, en realidad nunca había visto al Brama cara a cara, después les enseña a cuatro brahmaviharas, una práctica que conduce al logro del objetivo de los brahmines, el cual sin embargo, no es el objetivo último del budismo.

## Mahavagga: la Gran División
- DN 14 Mahapadana Sutta – Gran Discurso sobre el linaje. En este discurso se hace referencia a los siete últimos budas, anteriores a Buda Gautama. Todos estos budas pasan por la misma experiencia en su respectiva última existencia.

- DN 15 Mahanidana Sutta – Gran Discurso sobre el origen. Uno de los discursos más profundos de todo el Canon Pali, en el cual se ofrece un extenso tratamiento de la enseñanza sobre el origen dependiente (paticcasamuppada) y sobre la carencia del “yo” (Anātman).

- DN 16 Mahaparinibbana Sutta - Discurso sobre la Gran Liberación. Un extenso discurso -el más largo de todo el Canon- describe los eventos que antecedieron al último Gran Pase del Buda (el Parinirvana). Una colorida narrativa que contiene los últimos viajes y las instrucciones del Buda antes de su muerte y el drama de sus seguidores enfrentados a la dolorosa partida de su amado Maestro.

- DN 17 Mahasudassana Sutta – Discurso del gran esplendor. La historia narrada en este discurso es la misma que ocurre también en el Jataka 95: el rey Mahasudassana vive rodeado de gran esplendor, poseyendo los siete grandes tesoros; sin embargo, deja todo esto, para retirarse al palacio del Dharma –edificado por los dioses- para vivir una vida contemplativa de meditación.

- DN 18 Janavasabha Sutta – Discurso del Janavasabha. Un yakkha aparece junto al Buda para contarle que se llama ahora Janavasabha, aunque en su anterior vida, era el rey Bimbisara de Magadha, asesinado por su hijo. También informa al Buda sobre algunas enseñanzas que ofreció Sanankumara Brama –el rey de los deva- en ocasión del día de uposatha.

- DN 19 Mahagovinda Sutta – Discurso del Gran Camarero [2]. Un gandhabba de nombre Pañcasikha aparece junto al Buda, relatándole lo acontecido en el reino de los deva, tal como aparece en el sutra anterior dentro del relato de Janavasabha. Luego, narra la historia de Mahagovinda quien se encargaba de los asuntos de los siete reyes y, a pesar de la importancia de sus tareas, se retiró a la vida contemplativa, hecho que le permitió renacer en el reino del Brama.

- DN 20 Mahasamaya Sutta – Discurso de la Gran Asamblea. Un gran grupo de devas visita al Buda. El discurso, casi en su totalidad escrito en verso, permite tener una idea sobre los aspectos mitológicos y tradiciones relacionadas con la cosmología del budismo temprano.

- DN 21 Sakkapañha Sutta - Discurso sobre las preguntas de Sakka. Este sutra, que contiene los tradicionales motivos mitológicos budistas, revela que los dioses también están sujetos al ciclo de los continuos renacimientos y también deben seguir su evolución espiritual para alcanzar la liberación, el Nirvana.

- DN 22 Mahasatipatthana Sutta - Gran discurso sobre las maneras de estar consciente. Ofrece prácticas instrucciones para desarrollar la atención en la meditación, más específicamente, se describen con detalles cuatro fundamentos para apoyar la atención: el cuerpo, las sensaciones, la mente y los objetos mentales.

- DN 23 Payasi Sutta – Discurso del Payasi. El príncipe Payasi no cree en las vidas futuras, ni tampoco en las recompensas y los castigos por las buenas y malas acciones. Entonces, el Venerable Kumarakassapa a través de una serie de inteligentes parábolas, le convence de que su punto de vista es erróneo. Finalmente, Payasi se convierte, pero no de manera profunda, por lo cual renace en los planes celestiales inferiores.

## Pathikavagga: División del Pathika
- DN 24 Pathika Sutta – Discurso del Pathika. El Buda tiene un discípulo extraordinariamente tonto de nombre Sunakkhatta, que finalmente abandona al Buda y se deja impresionar por un charlatán que hace del asceta desnudo y que se llama Pathikaputta. Éste, pretende desafiar al Buda en una competición de milagros. El Buda lo espera, pero profetiza que Pathikaputta ni siquiera estará en condiciones de levantarse de su asiento para encontrarse con él, lo que realmente ocurre.

- DN 25 Udumbarikasihanada Sutta – Discurso del rugido de león de los Udumbarikas. El asceta deambulante, Nigrodha, mientras estuvo en la ciudad de Udumbarika, presumió poder “hacer tizas del asceta Gotama” con una sola y simple pregunta. Sin embargo, finalmente él resulta el derrotado y el Buda aprovecha la ocasión para ofrecer la enseñanza sobre el camino que va más allá de la auto-mortificación.

- DN 26 Cakkavattisihanada Sutta – Discurso del rugido de león de la puesta en movimiento de la rueda. Al principio y al final del texto, Buda exhorta a los monjes para que se guarden a sí mismos mediante la práctica de la atención consciente. En el medio, cuenta la historia del recto monarca universal, poseedor del Tesoro de la Rueda, quien fue sucedido por el linaje de otros rectos reyes. Sin embargo, dicho linaje finalmente iba degenerándose y con esto, la sociedad se ponía cada vez peor y el periodo de vida de la gente iba decreciendo. El Buda profetiza que vendrán días, en los cuales el sentido de la moralidad se perderá totalmente y la vida promedio durará solamente diez años, hasta que aparezca el próximo Buda de nombre Metteyya (en sánscrito, Maitreya).

- DN 27 Aggañña Sutta – Discurso sobre el conocimiento de los principios. Una fábula dirigida a los brahmanes, quienes pretendieron refutar la enseñanza del Buda. El Buda les demuestra que no hay diferencia alguna entre los brahmanes y otra clase de personas, cuando se cometen malas acciones. Entonces, ofrece una imaginativa historia sobre los orígenes de las castas.

- DN 28 Sampasadaniya Sutta – Discurso sobre la confianza serena. El Venerable Sariputta explica en este sutra sus razones de tener una fe completa en el Buda.

- DN 29 Pasadika Sutta – Discurso encantador. Buda discute los rasgos que tienen los maestros buenos y malos y explica por qué no revela ciertos puntos de la doctrina.

- DN 30 Lakkhana Sutta – Discurso de las marcas del Gran Hombre. Este es un discurso escrito en verso sobre las legendarias marcas que debería poseer en su cuerpo la persona realmente iluminada. Esta extraña creencia fue pre-budista, pero en algunos sutras tardíos, como este, se asumía que el Buda poseía a cada una de las treinta y dos marcas. Curiosamente, entre ellas, no se encuentra mención alguna sobre las orejas alargadas, las cuales en el iconografía budista, tradicionalmente representan la sabiduría del Iluminado.

- DN 31 Sigalaka (Sigalovada o Singala) Sutta – Discurso del Sigalaka. Este importante sutra contiene el código de conducta y de buenas costumbres que el Buda entregó a sus seguidores laicos. Se ofrecen aquí muchos consejos prácticos sobre cómo conducirse en la vida, cómo relacionarse con los padres, esposos, hijos, maestros espirituales, empleadores, empleados, etc. para vivir en felicidad.

- DN 32 Atanatiya Sutta – Discurso del Atanatiya. Los cuatro reyes celestiales, con el permiso del Buda, enseñan a los monjes los versos protectores conocidos como “Atanatiya Paritta”. Al final, el Buda recomienda que, tanto los monjes y las monjas, como los laicos, memoricen estos versos para que vivan felices y protegidos.

- DN 33 Sangiti Sutta – Discurso sobre cantar juntos. Este sutra narra la muerte de Nigantha Nataputta, el líder y fundador de la secta jainista. El Venerable Sariputta atribuye el cisma acontecido en el seno de este grupo, a la imperfección de sus enseñanzas. Por el contrario, afirma que las enseñanzas del Buda están bien impartidas y conducen a la liberación de la interminable repetición de los nacimientos. Por eso, insta a que los monjes reciten estas enseñanzas en concordia y sin disensiones. Finalmente procede a detallarlas, agrupándolas numéricamente.

- DN 34 Dasuttara Sutta – Discurso sobre la expansión de las décadas. El material de este sutra también fue entregado por el Venerable Sariputta y es similar al sutra anterior, con la diferencia de que, en esta oportunidad, el mismo está organizado bajo diez tópicos temáticos.